# 심비르스크현

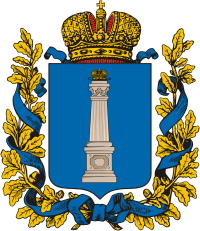
심비르스크현의 문장

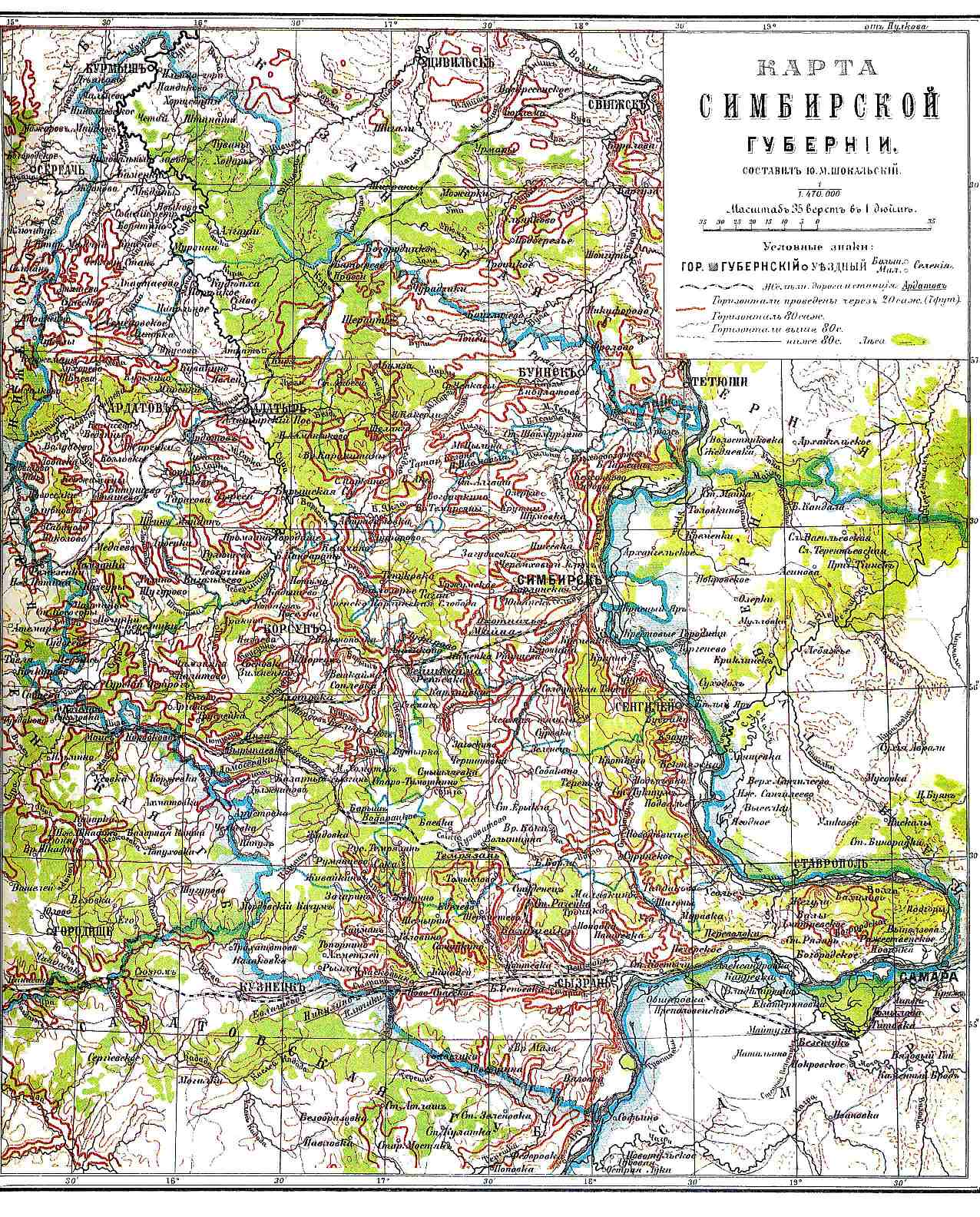
심비르스크현의 지도

심비르스크현(러시아어: Симбирская губерния)은 1796년부터 1928년까지 존재했던 러시아 제국의 현으로 현도는 심비르스크(현재의 울리야놉스크)이며 면적은 49,500km2, 인구는 1,527,848명(1897년 당시 기준)이다. 현재의 러시아 울리야놉스크주, 모르도바 공화국 동부, 추바시 공화국 남부에 걸쳐 있었다.